# Wiedemannia hygrobia
Wiedemannia hygrobia är en tvåvingeart som först beskrevs av Friedrich Hermann Loew 1858.  Wiedemannia hygrobia ingår i släktet Wiedemannia och familjen dansflugor. Inga underarter finns listade i Catalogue of Life.